# Cuneo Granda Volley
Maillots
Le Cuneo Granda Volley est un club italien de volley-ball féminin basé à Coni, dans la région du Piémont. Fondé en 2003, il évolue dans le Championnat professionnel de Serie A1 depuis la saison 2018-2019.

## Noms précédents
En raison de contrats de sponsoring, le club a concouru sous les noms suivants :
- Granda Volley Cuneo Armando BreBanca (2003–2005)
- Armando BreBanca Cuneo (2005–2009)
- Armando Edilscavi Cuneo (2009–2012)
- Cuneo Granda Volley (2012–2014)
- BreBanca S.Bernardo Cuneo (2014–2017)
- UBI Banca S.Bernardo Cuneo (2017–2018)
- Bosca S.Bernardo Cuneo (2018–2022)
- Cuneo Granda S.Bernardo (2022–2023)
- Honda Olivero S.Bernardo Cuneo (2023–2024)
- Honda Olivero Cuneo (2024–)

## Histoire
Le Cuneo Granda Volley est fondé en 2003. Promu de Serie C, le club évolue en Serie B2 lors de la saison 2014-2015, clôturant la saison régulière à la deuxième place et atteignant la finale des barrages d'accession. 
L'équipe doit cependant sa montée en Serie B1 — pour la saison 2015-2016 — à un repêchage. Sur sa première année en troisième division du Championnat italien, elle arrive en deuxième position de la saison régulière et est éliminée en quarts de finale des barrages d'accession. Après une seconde année dans cette division, le club est promu en Serie A2 grâce à sa victoire lors de la phase finale. 
Il fait ses débuts en deuxième division lors de la saison 2017-2018 où l'équipe est battue en quarts de finale de la Coupe d'Italie de Série A2 et termine à la deuxième place de saison régulière du championnat, pour être ensuite éliminées en demi-finales des playoffs d'accession.
Grâce à l'achat du titre sportif du club de River Volley, Cuneo Granda Volley obtient le droit de disputer le Championnat de Serie A1 2018-2019. Au cours de cette saison historique, les Piémontaises se qualifient pour la phase finale du championnat et joue pour la première fois la Coupe d'Italie, éliminées dans les deux cas en quarts de finale. Lors de la saison 2020-2021, l'équipe fait ses débuts en Supercoupe nationale et s'arrête en huitièmes de finale de la compétition.

## Palmarès
Néant